# 四条畷駅
四条畷駅（しじょうなわてえき）は、大阪府大東市学園町にある、西日本旅客鉄道（JR西日本）片町線（学研都市線）の駅である。駅番号はJR-H34。

## 概要
片町線の全列車が停車する主要駅の一つである。

### 所在地について
JTB時刻表の巻頭路線図では四條畷市の代表駅として記載されているが、四條畷市境からわずかに南へ外れた大東市域に所在している。このことから、両市内からの利用がみられる。
1890年に甲可村大字南野に四條畷神社が創建、1895年に四条村大字北条に四條畷駅が開業した。1932年に甲可村が四條畷村と改称するまで四條畷という自治体は存在せず、四條畷といえば四條畷の戦いに基づく広域地名であった。
讃良郡内に南から北へ一条から八条まであった条里制による地名で、野崎駅付近が三条、当駅付近が五条、忍ケ丘駅付近が八条にあたり、四條畷の戦いの主戦場は三条から五条付近とされる。

### 漢字表記について
1949年の当用漢字字体表の告示によって「条」が当用漢字となり、当駅も四条畷駅と表記されるようになった。1981年の常用漢字表の告示後も、引き続き「条」が当用漢字改め常用漢字となっている。大阪府などは公文書においても「四条畷」と表記していたが、2003年に四條畷市が大阪府に対して「条」ではなく「條」を使用するよう依頼したことで、大阪府は「四條畷」と表記するようになった（「四條畷」と「四条畷」も参照）。
しかし、駅名の改名には数億円の費用が必要となり、JR西日本では自治体の要望による駅名の改名は原則的に自治体側に費用負担を求めているため、四條畷市側の財政上の理由から改名は実現していない。

## 歴史
浪速鉄道の終点として開業し、関西鉄道が買収した。城河鉄道の免許線を建設し、両者合わせて名古屋 - 大阪間の本線として機能させるものであったが、大阪鉄道の買収により本線が湊町駅（現在のJR難波駅）起点になったため、当駅は支線の途中駅になった。1907年の国有化後に線路名称設定で片町線となり、大阪側が1932年に電化された際には電車終点駅となった。それ以来同線の運行上の拠点となっている。長尾駅まで電化区間が延長された後も半数近くの列車は片町駅 - 当駅間の区間運転で残り、電車での運転系統は大半が片町駅発着であった。その後、片町駅の留置線の敷設に伴って京橋駅発着の運転系統が設定され、朝晩に京橋駅 - 当駅間の列車が設定されている。

### 年表
- 1895年（明治28年）8月22日：浪速鉄道片町駅 - 当駅間開業に伴い、同線の終着駅として設置[2]。
- 1897年（明治30年）2月9日：関西鉄道に譲渡。
- 1898年（明治31年）4月12日：関西鉄道が長尾駅まで延伸し、途中駅化。
- 1907年（明治40年）10月1日：鉄道国有法により、官営鉄道の駅になる[2]。
- 1909年（明治42年）10月12日：線路名称制定により、桜ノ宮線の所属となる。
- 1913年（大正2年）11月15日：線路名称改定。桜ノ宮線が片町線に編入され、当駅もその所属となる。
- 1932年（昭和7年）12月1日：片町駅 - 当駅間の電化に伴い、電化と非電化の境界駅となる。
- 1950年（昭和25年）12月25日：当駅 - 長尾駅間が電化され、電化と非電化の境界駅が長尾駅に移行。
- 1973年（昭和48年）7月1日：貨物の取り扱いを廃止[2]。
- 1978年（昭和53年）4月10日：駅舎・構内の改築工事が完成（ホームを2面3線から4線に拡張し、駅舎を橋上化）[4]。
- 1979年（昭和54年）10月1日：当駅を含む長尾駅 - 片町駅間の各駅に、関西の国鉄線では初の自動改札機を設置（JR東西線開業で交換）。
- 1986年（昭和61年）11月1日：荷物扱い廃止[2]。
- 1987年（昭和62年）4月1日：国鉄分割民営化により、JR西日本の駅となる[2]。
- 1988年（昭和63年）3月13日：路線愛称の制定により、「学研都市線」の愛称を使用開始。
- 1997年（平成9年）3月8日：Jスルーを導入[5]。
- 2003年（平成15年）11月1日：ICカード「ICOCA」の利用が可能となる[6]。
- 2011年（平成23年）3月8日：JR宝塚・JR東西・学研都市線運行管理システム導入。接近メロディ導入。
- 2012年（平成24年）10月29日：自動改札機をJR西日本テクシア製、AG50型に交換。
- 2018年（平成30年）3月17日：駅ナンバリングが導入され、使用を開始。
- 2024年（令和6年）
  - 5月31日：みどりの窓口の営業を終了[7][8]。
  - 6月1日：みどりの券売機プラスを導入[7][8]。

## 駅構造
待避設備を備えた島式ホーム2面4線を持つ地上駅で、橋上駅舎を有している。改札口は1ヶ所のみ。
駅長が配置された直営駅であり、管理駅（線区統括駅）として西木津駅 - 鴻池新田駅間の各駅を管轄している。おおさか東線放出駅 - 久宝寺駅間の部分開業までは徳庵駅や放出駅も管轄していた。2006年3月にエスカレーター、エレベーターが稼動を開始。エレベーターは改札外にも設置されている。
1・2番のりば（京橋方面行き）の最下層に1895年の浪速鉄道四條畷駅開業当時のレンガ造りホームが現在も残っており、反対側ホームから見ることができる。

### のりば
| のりば | 路線       | 方向 | 行先                   | 備考          |
| ------ | ---------- | ---- | ---------------------- | ------------- |
| 1・2   | 学研都市線 | 下り | 京橋・北新地・尼崎方面 | 一部4番のりば |
| 3・4   | 学研都市線 | 上り | 同志社前・木津方面     |               |

※上表の路線名は旅客案内上の名称（愛称）で表記している。
付記事項
- 1番線が下り待避線、2番線が下り本線、3番線が上り本線、4番線が上り待避線である。1番線・2番線への上下列車の同時到着はできない（一方が過走した際の正面衝突を避けるための保安）。
- すべてののりばが京橋方面からの列車の折り返しに対応する。終日にわたり当駅折り返しの普通も設定されており、基本的に1・4番のりばに停車する。2002年3月に日中の普通折り返しが一旦廃止されたが、2015年3月の改正で、日中時間帯の快速は区間快速になり、この時間帯の普通の折り返し駅が長尾駅から当駅に見直された。

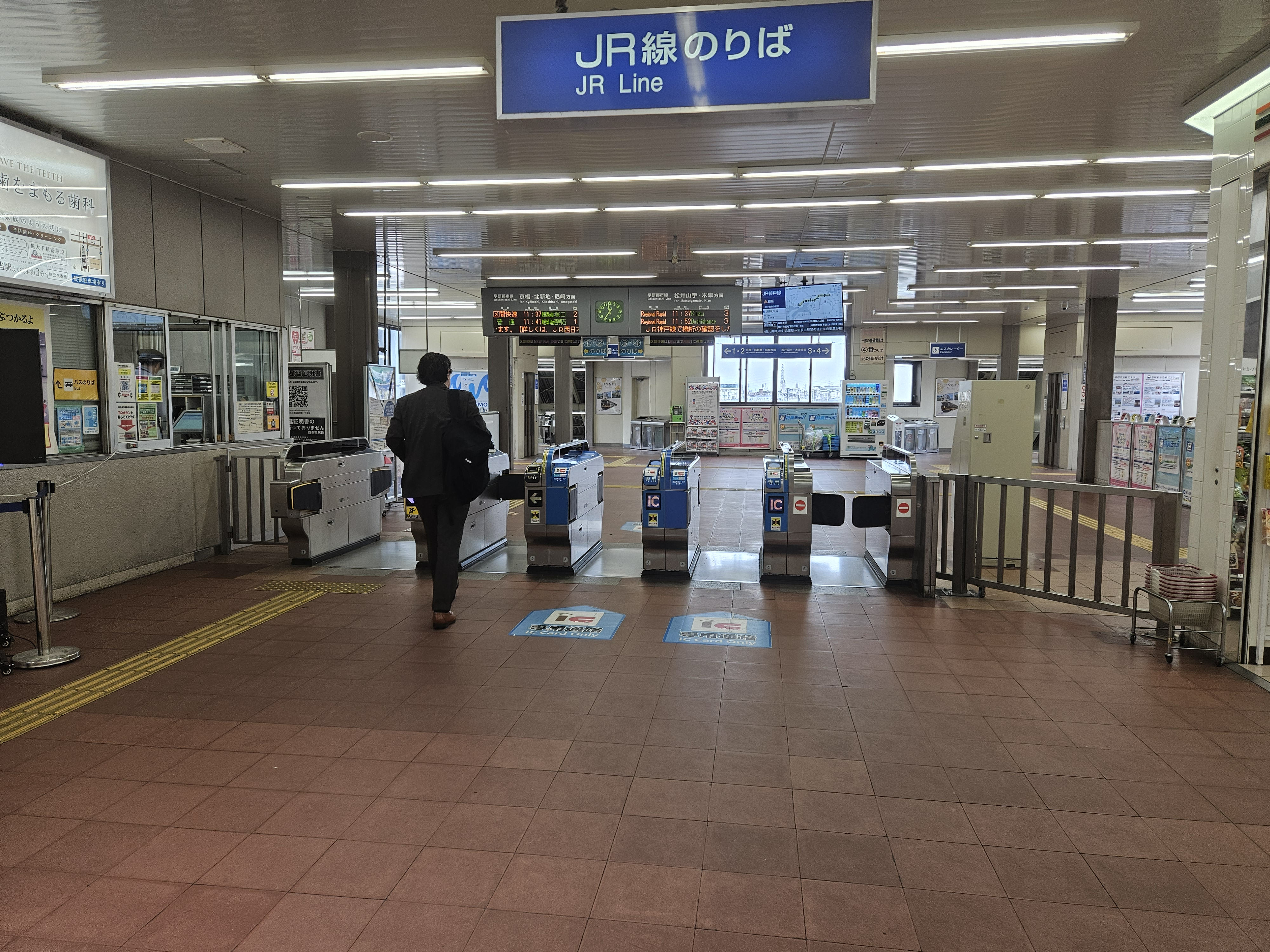
改札口（2025年4月）
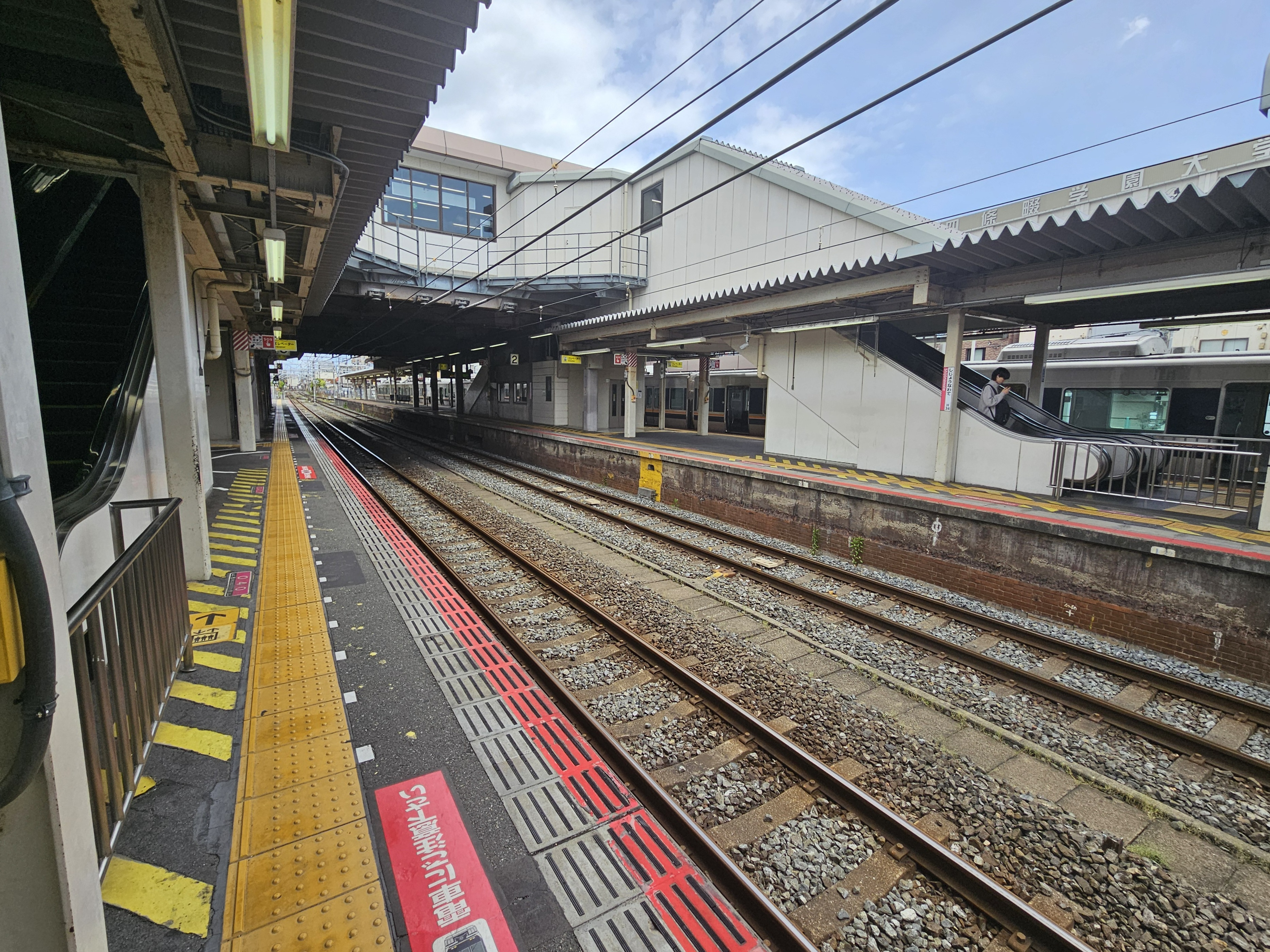
ホーム（2025年5月。1・2番のりばホーム（奥）の地表面辺りに見えるレンガ模様が、1895年開業当時のレンガ造りホームである）

## 利用状況
2023年（令和5年）度の一日平均乗車人員は16,392人である。学研都市線の途中駅では住道駅に次いで多い。
各年度の1日の平均乗車人員は以下の通りである。
| 年度               | 1日平均 乗車人員 | うち定期 | 定期率 | 出典          |
| ------------------ | ---------------- | -------- | ------ | ------------- |
| 1988年（昭和63年） | 18,226           | 13,688   | 75.1%  | [ 大阪府 1 ]  |
| 1989年（平成元年） | 18,576           | 13,867   | 74.7%  | [ 大阪府 1 ]  |
| 1990年（平成02年） | 19,157           | 14,227   | 74.3%  | [ 大阪府 2 ]  |
| 1991年（平成03年） | 19,571           | 14,552   | 74.4%  | [ 大阪府 3 ]  |
| 1992年（平成04年） | 19,757           | 14,710   | 74.5%  | [ 大阪府 4 ]  |
| 1993年（平成05年） | 19,826           | 14,733   | 74.3%  | [ 大阪府 5 ]  |
| 1994年（平成06年） | 19,561           | 14,532   | 74.3%  | [ 大阪府 6 ]  |
| 1995年（平成07年） | 19,423           | 14,286   | 73.6%  | [ 大阪府 7 ]  |
| 1996年（平成08年） | 19,579           | 14,338   | 73.2%  | [ 大阪府 8 ]  |
| 1997年（平成09年） | 19,409           | 14,154   | 72.9%  | [ 大阪府 9 ]  |
| 1998年（平成10年） | 19,005           | 13,790   | 72.6%  | [ 大阪府 10 ] |
| 1999年（平成11年） | 18,665           | 13,554   | 72.6%  | [ 大阪府 11 ] |
| 2000年（平成12年） | 18,466           | 13,371   | 72.4%  | [ 大阪府 12 ] |
| 2001年（平成13年） | 18,562           | 13,471   | 72.6%  | [ 大阪府 13 ] |
| 2002年（平成14年） | 18,281           | 13,320   | 72.9%  | [ 大阪府 14 ] |
| 2003年（平成15年） | 18,513           | 13,528   | 73.1%  | [ 大阪府 15 ] |
| 2004年（平成16年） | 18,298           | 13,447   | 73.5%  | [ 大阪府 16 ] |
| 2005年（平成17年） | 18,201           | 13,400   | 73.6%  | [ 大阪府 17 ] |
| 2006年（平成18年） | 18,306           | 13,560   | 74.1%  | [ 大阪府 18 ] |
| 2007年（平成19年） | 18,539           | 13,801   | 74.4%  | [ 大阪府 19 ] |
| 2008年（平成20年） | 18,652           | 13,970   | 74.9%  | [ 大阪府 20 ] |
| 2009年（平成21年） | 18,410           | 13,907   | 75.5%  | [ 大阪府 21 ] |
| 2010年（平成22年） | 18,608           | 14,201   | 76.3%  | [ 大阪府 22 ] |
| 2011年（平成23年） | 18,680           | 14,280   | 76.4%  | [ 大阪府 23 ] |
| 2012年（平成24年） | 18,771           | 14,339   | 76.4%  | [ 大阪府 24 ] |
| 2013年（平成25年） | 19,134           | 14,715   | 76.9%  | [ 大阪府 25 ] |
| 2014年（平成26年） | 18,722           | 14,404   | 76.9%  | [ 大阪府 26 ] |
| 2015年（平成27年） | 19,145           | 14,642   | 76.5%  | [ 大阪府 27 ] |
| 2016年（平成28年） | 18,805           | 14,417   | 76.7%  | [ 大阪府 28 ] |
| 2017年（平成29年） | 18,808           | 14,486   | 77.0%  | [ 大阪府 29 ] |
| 2018年（平成30年） | 18,749           | 14,512   | 77.4%  | [ 大阪府 30 ] |
| 2019年（令和元年） | 18,488           | 14,321   | 77.5%  | [ 大阪府 31 ] |
| 2020年（令和02年） | 14,709           | 11,709   | 79.6%  | [ 大阪府 32 ] |
| 2021年（令和03年） | 15,165           | 11,940   | 78.7%  | [ 大阪府 33 ] |
| 2022年（令和04年） | 16,178           | 12,448   | 76.9%  | [ 大阪府 34 ] |
| 2023年（令和05年） | 16,392           | 12,483   | 76.2%  | [ 大阪府 35 ] |

## 駅周辺
四條畷市境からわずかに南へ外れた大東市域の北端部にあり、駅出口より約200メートル北側に進むと四條畷市域に入る。駅前広場整備について交通結節機能の向上や駅への主要アクセス道などの整備を図り大東市が2013年度から以降10年を期間に計画的な取組みを進めている。
- 四條畷神社
- 楠公通り商店街
- 和田賢秀墓
- 四條畷学園大学
- 四條畷学園大学附属幼稚園
- 四條畷学園短期大学
- 四條畷学園小学校・中学校・高等学校
- りそな銀行・関西みらい銀行 四條畷支店
- 小楠公御墓所
- 大阪府立四條畷高等学校

## バス路線
京阪バスと近鉄バス、四條畷市コミュニティバス（京阪バス門真営業所委託）が乗り入れる。
バス停留所は駅東口の北側（忍ヶ丘駅寄り）線路沿いにある。周辺のベッドタウン化に伴い、バスの拠点となっているが、周辺道路は狭く、バスが一方通行かつ1車線の狭い道を通っているところもある。なお、降車はバスのりばで扱う他、四條畷学園小学校の正門前にも別途降車場が設けられている。

### 京阪バス
停留所名は「四条畷駅」。主にイオンモールや京阪沿線への路線が乗り入れる。2024年10月以降、当駅発着の系統は全て門真営業所管轄。
コミュニティバスののりばは一般路線バスのりば付近に「コミバスのりば」として別途設けられている。コミバスは四條畷市内のさつきヶ丘公園及び緑風台へ向かう。
| のりば | 路線名         | 系統・行先                    | 備考                                   |
| ------ | -------------- | ----------------------------- | -------------------------------------- |
| 1      | 高宮四条畷線   | 19号経路：イオンモール四條畷  | 四條畷市役所経由、夜間のみ             |
| 1      | 高宮四条畷線   | 19A号経路：寝屋川市駅（東口） | 四條畷市役所・イオンモール四條畷経由   |
| 1      | 高宮四条畷線   | 20号経路：イオンモール四條畷  | 忍ヶ丘駅口経由、平日朝2本のみ          |
| 1      | 高宮四条畷線   | 20A号経路：寝屋川市駅（東口） | 忍ヶ丘駅口経由・イオンモール四條畷経由 |
| 2      | 大和田四条畷線 | 21号経路：京阪大和田駅        |                                        |

### 近鉄バス
京阪バスのりばの北側に発着する。停留所名は「四条畷」。
下記の定期便の他に、お盆や彼岸などの時期に清滝線の臨時便・飯盛霊園行きも運行される。
| 路線名   | 担当 | 系統・行先         | 備考                                       |
| -------- | ---- | ------------------ | ------------------------------------------ |
| 清滝線   | 稲田 | 67番：四條畷電通大 | 清滝団地は経由しない。朝及び平日最終便のみ |
| 清滝線   | 稲田 | 68番：四條畷電通大 |                                            |
| 清滝線   | 稲田 | 直行：四條畷電通大 | 休校期運休、終点までノンストップ           |
| 四条畷線 | 枚岡 | 40番：東花園駅前   |                                            |
| 四条畷線 | 枚岡 | 41番：枚岡車庫     | 土休日は最終便のみ                         |

## 隣の駅
西日本旅客鉄道（JR西日本）
 学研都市線（片町線）
■快速
星田駅 (JR-H31) - 四条畷駅 (JR-H34) - 住道駅 (JR-H36)
■区間快速（当駅から忍ケ丘方の各駅に停車）
忍ケ丘駅 (JR-H33) - 四条畷駅 (JR-H34) - 住道駅 (JR-H36)
■普通
忍ケ丘駅 (JR-H33) - 四条畷駅 (JR-H34) - 野崎駅 (JR-H35)

### 記事本文

### 利用状況の出典
1. ↑  大阪府統計年鑑 - 大阪府
2. ↑  大東市統計書
3. ↑  四條畷市統計書

大阪府統計年鑑
1. 1 2  大阪府統計年鑑（平成2年） (PDF)
2. ↑  大阪府統計年鑑（平成3年） (PDF)
3. ↑  大阪府統計年鑑（平成4年） (PDF)
4. ↑  大阪府統計年鑑（平成5年） (PDF)
5. ↑  大阪府統計年鑑（平成6年） (PDF)
6. ↑  大阪府統計年鑑（平成7年） (PDF)
7. ↑  大阪府統計年鑑（平成8年） (PDF)
8. ↑  大阪府統計年鑑（平成9年） (PDF)
9. ↑  大阪府統計年鑑（平成10年） (PDF)
10. ↑  大阪府統計年鑑（平成11年） (PDF)
11. ↑  大阪府統計年鑑（平成12年） (PDF)
12. ↑  大阪府統計年鑑（平成13年） (PDF)
13. ↑  大阪府統計年鑑（平成14年） (PDF)
14. ↑  大阪府統計年鑑（平成15年） (PDF)
15. ↑  大阪府統計年鑑（平成16年） (PDF)
16. ↑  大阪府統計年鑑（平成17年） (PDF)
17. ↑  大阪府統計年鑑（平成18年） (PDF)
18. ↑  大阪府統計年鑑（平成19年） (PDF)
19. ↑  大阪府統計年鑑（平成20年） (PDF)
20. ↑  大阪府統計年鑑（平成21年） (PDF)
21. ↑  大阪府統計年鑑（平成22年） (PDF)
22. ↑  大阪府統計年鑑（平成23年） (PDF)
23. ↑  大阪府統計年鑑（平成24年） (PDF)
24. ↑  大阪府統計年鑑（平成25年） (PDF)
25. ↑  大阪府統計年鑑（平成26年） (PDF)
26. ↑  大阪府統計年鑑（平成27年） (PDF)
27. ↑  大阪府統計年鑑（平成28年） (PDF)
28. ↑  大阪府統計年鑑（平成29年） (PDF)
29. ↑  大阪府統計年鑑（平成30年） (PDF)
30. ↑  大阪府統計年鑑（令和元年） (PDF)
31. ↑  大阪府統計年鑑（令和2年） (PDF)
32. ↑  大阪府統計年鑑（令和3年） (PDF)
33. ↑  大阪府統計年鑑（令和4年） (PDF)
34. ↑  大阪府統計年鑑（令和5年） (PDF)
35. ↑  大阪府統計年鑑（令和6年） (PDF)